# Раса (Верчели)
Раса (итал. Rassa) је насеље у Италији у округу Верчели, региону Пијемонт.
Према процени из 2011. у насељу је живело 59 становника. Насеље се налази на надморској висини од 945 м.

## Становништво
| 1931. | 1936. | 1951. | 1961. | 1971. | 1981. | 1991. | 2001. | 2011. |
| ----- | ----- | ----- | ----- | ----- | ----- | ----- | ----- | ----- |
| 392   | 273   | 233   | 208   | 151   | 118   | 82    | 71    | 66    |